# 燕妮·沃尔夫
燕妮·沃尔夫（德語：Jenny Wolf，1979年1月31日—），德国女子速度滑冰运动员。她曾代表德国参加2002年、2006年、2010年和2014年冬季奥林匹克运动会速度滑冰比赛，获得一枚银牌。